# 省议会 (尼泊尔)
省议会（羅馬化：Pradesh Sabha）是尼泊尔各省的一院制立法机构。
根据《2015年尼泊尔宪法》第176条的规定，在省议会解散后，其所有成员需重新选举产生。省议会的任期为五年，除非提前解散。
各选区的候选人由政党提名，或以独立人士身份参选。每个选区通过相对多数制选出1名议员。由于尼泊尔采用并立制选举，选民还需投第2张选票，以政党比例代表制方式选出议员。现行宪法规定：60%的议员通过相对多数制产生，40%的议员通过政党名单比例代表制选出。每个政党当选议员中，妇女应占三分之一；若未达该比例，未达标政党需通过政党比例代表名单补足至三分之一女性比例。
在选举中获得绝对多数（席位多于其他所有政党总和）的政党将组建政府；若无政党获得绝对多数，则可通过政党间协商组成联合政府。
尼泊尔首次省议会选举分两阶段进行，分别于2017年11月26日和12月7日举行。
尼泊尔7个省议会共有550个席位，其中330席（60%）通过相对多数制选出，220席（40%）通过比例代表制选出。